# 노라가미
《노라가미》(일본어: ノラガミ)는 아다치토카 작화의 일본의 만화 시리즈이다. 고단샤의 《월간 소년 매거진》에서 2011년 1월호부터 2024년 2월호까지 연재되었다.
본즈가 각색한 12화 애니메이션 텔레비전 시리즈가 2014년 1월부터 3월까지 방영되었다. "노라가미 아라고토"라는 13화의 시즌 2가 2015년 10월부터 2015년 12월까지 방영되었다.

## 평가
노라가미는 2014년 상반기 기준으로 일본에서 14번째로 빠르게 판매되는 만화 시리즈였다.